# سانتي نجوم
سانتي نجوم (بالفرنسية: Santy Ngom)‏ (7 مارس 1993 بلو مان في فرنسا - ) هو لاعب كرة قدم سنغالي في مركز الهجوم. شارك مع منتخب السنغال لكرة القدم.

## وصلات خارجية
- سانتي نجوم على موقع رابطة كرة القدم الفرنسية للمحترفين (الإنجليزية)
- سانتي نجوم على موقع قاعدة بيانات كرة القدم.إي يو (الإنجليزية)
- سانتي نجوم على موقع ليكيب (الفرنسية)
- سانتي نجوم على موقع ناشيونال فوتبول تيمز (الإنجليزية)
- سانتي نجوم على موقع Soccerway.com (الإنجليزية)
- سانتي نجوم على موقع عالم كرة القدم.نت (الإنجليزية)